# Зюинское (сельское поселение)
Зюинское — упразднённое муниципальное образование со статусом сельского поселения в составе Ярского района Удмуртии.
Административный центр — деревня Зюино.
Законом Удмуртской Республики от 11.05.2021 № 42-РЗ к 25 мая 2021 года упразднено в связи с преобразованием муниципального района в муниципальный округ.

## Состав
В состав сельского поселения входили 4 населённых пункта:
- деревня Зюино;
- деревня Новый Путь;
- деревня Тюрики;
- деревня Удмурт-Сада.

## Население
| 2010 | 2011 | 2012 | 2013 | 2014 | 2015 | 2016 |
| ---- | ---- | ---- | ---- | ---- | ---- | ---- |
| 285  | ↗366 | ↘272 | ↘244 | ↘236 | ↘210 | ↘186 |
| 2017 | 2018 | 2019 | 2020 |      |      |      |
| ↘166 | ↘150 | ↘141 | ↘139 |      |      |      |